# オナー・ブラックマン
オナー・ブラックマン（Honor Blackman、1925年8月22日 - 2020年4月5日）は、イギリス・ロンドン出身の女優。

## 略歴
22歳のころから本格的に女優デビューし、キャリアをつむ。24歳にして初のハリウッド映画に出演した。抜群のプロポーションとくっきりとした顔立ち、そしてセクシーでクールな個性を売りに瞬く間にヨーロッパ、ハリウッド双方で人気が爆発した。
最初の当たり役となったのが、イギリスのテレビドラマ『おしゃれ(秘)探偵』で演じたキャシー・ゲイル役と、ボンドガールを演じた『007 ゴールドフィンガー』のプッシー・ガロアー役で、彼女の魅力が全面に生かされ、後者は日本でも注目された。以後、007の歴代ボンド・ガールのなかでも屈指のセクシーさを持った女優として記憶される事になる。
その後も映画を中心に主演作が相次ぐも、80年代以降はやや地味な存在となり高く評価される事は無かったが、2001年『ブリジット・ジョーンズの日記』では堂々の健在ぶりを見せ、齢70を越えているとは思えないほどの美女ぶりを誇示、再び世界中を虜にしている。
2020年4月5日、自宅で老衰のため死去。享年94。

## 出演作品

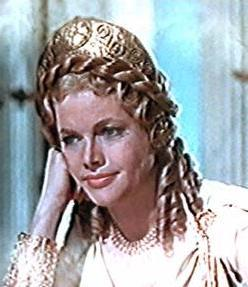
『アルゴ探検隊の大冒険』（1963年）より

| 製作年    | 邦題 原題                                                              | 役名                           | 備考                                                                           |
| --------- | ---------------------------------------------------------------------- | ------------------------------ | ------------------------------------------------------------------------------ |
| 1948      | 四重奏 Quartet                                                         | ポーラ                         |                                                                                |
| 1955      | ガラスの檻 The Glass Cage                                              | ジェニー                       |                                                                                |
| 1958      | SOSタイタニック/忘れえぬ夜 A Night to Remember                         | リズ・ルーカス                 |                                                                                |
| 1962-1964 | おしゃれ(秘)探偵 The Avengers                                          | キャシー・ゲイル               | テレビドラマ、第2-3シーズン                                                    |
| 1963      | アルゴ探検隊の大冒険 Jason and the Argonauts                           | ヘラ                           |                                                                                |
| 1964      | 007 ゴールドフィンガー Goldfinger                                      | プッシー・ガロア               |                                                                                |
| 1965      | その日その時 Moment to Moment                                          | ダフネ・フィールズ             |                                                                                |
| 1968      | シャラコ Shalako                                                       | レディ・ジュリア・ダゲット     |                                                                                |
| 1968      | 砂漠の潜航艇 A Twist of Sand                                           | ジュリー・チャンボイス         |                                                                                |
| 1970      | おませなツインキー Twinky                                              | ママ                           |                                                                                |
| 1970      | 最後の手榴弾 The Last Grenade                                          | キャサリン・ホイットリー       |                                                                                |
| 1971      | テキサス大強盗団 Something Big                                         | メアリー・アンナ・モーガン     |                                                                                |
| 1971      | 恐怖の子守歌 Fright                                                    | ヘレン                         | TV邦題1・『衝撃の夜・女子大生の異常な体験』 TV邦題2・『衝撃の夜・誰かが私を…』 |
| 1972      | 刑事コロンボ「ロンドンの傘」 Columbo: Dagger of the Mind               | リリアン・スタンホープ         | テレビ映画                                                                     |
| 1976      | 悪魔の性キャサリン To the Devil a Daughter                             | アンナ                         |                                                                                |
| 1978      | 遺言シネマ殺人事件 The Cat and the Canary                              | スーザン・シルスビー           |                                                                                |
| 1984      | フィービー・ケイツのレース Lace                                        | セルマ                         | テレビ映画                                                                     |
| 1998      | タロス・ザ・マミー/呪いの封印 Tale of the Mummy                        | キャプテン・シア               |                                                                                |
| 2001      | ブリジット・ジョーンズの日記 Bridget Jones's Diary                     | ペニー・ハズバンズ・ボスワース |                                                                                |
| 2001      | ビーンストーク ジャックと豆の木 Jack and the Beanstalk: The Real Story | ジュールズ                     | テレビ映画                                                                     |
| 2005      | アイ・アム・キューブリック! Colour Me Kubrick: A True...ish Story      | マダム                         |                                                                                |
| 2012      | ロンドンゾンビ紀行 Cockneys vs Zombies                                 | ペギー                         |                                                                                |